# Cyrtandra rarotongensis
Cyrtandra rarotongensis är en tvåhjärtbladig växtart som beskrevs av Thomas Frederic Cheeseman. Cyrtandra rarotongensis ingår i släktet Cyrtandra och familjen Gesneriaceae. Inga underarter finns listade i Catalogue of Life.